# Peter Mangel Schots
Peter Mangel Schots is het pseudoniem van Peter Mangelschots (Lier, 30 oktober 1972), een Nederlandstalige Belgische schrijver, dichter en publicist.
Peter Mangelschots groeide op in Heist-op-den-Berg. Sinds 1990 woont en werkt hij in Leuven. Hij is freelance medewerker van onder meer Knack, Knack Weekend, Sport/Voetbalmagazine en productiehuis deMensen. Als docent geeft hij les in creatief schrijven aan de Podiumacademie Lier en bij Wisper.
In 2016 maakte Peter Mangel Schots zijn poëziedebuut met de dichtbundel We zijn er nog allemaal, waarin liefde, oorlog en overlevingsdrang centraal staan.
In Leuven is hij sinds 2015 coördinator van De Eenzame Uitvaart, een literair-maatschappelijk initiatief waarbij een passend gedicht wordt geschreven en voorgedragen bij de uitvaart van eenzame overledenen.

## Noot
1. ↑  eenzameuitvaart.be - de Eenzame Uitvaart, gedichten om niet meer te vergeten

- Nederlandse Thesaurus van Auteursnamen: 401596176
- Virtual International Authority File: 163147266652635480939
- WorldCat: E39PBJrGxQcygfRBtjWbW8RMyd